# Koeneusroggen
De koeneusroggen (Rhinopteridae) zijn een familie van pelagisch levende soorten roggen.

## Kenmerken
Ze lijken op adelaarsroggen, zij worden soms ook beschouwd als een onderfamilie (Rhinopterinae) van deze groep. Alleen de vorm van de kop is heel anders, vandaar ook hun naam. De verschillende soorten koeneusroggen variëren in lengte tussen de 86 cm en 215 cm.

## Leefwijze
De koeneusroggen leven meestal in grote scholen van honderden exemplaren. Van Rhinoptera bonasus zijn zwermen waargenomen met 10 000 individuen.
Koeneusroggen zijn te zien in diverse grote, voor het publiek toegankelijke zeeaquaria zoals Oceanium in Blijdorp (Rotterdam).

## Verspreiding en leefgebied
Deze familie komt voor in tropische en subtropische gebieden van de Atlantische Oceaan, de oostelijke Indische Oceaan en de westelijke Grote Oceaan (samen het indopacifische gebied). 

## Taxonomie
- Familie: Rhinopteridae (Koeneusroggen)[3]
  -  Geslacht: Rhinoptera (van Hasselt, 1824)